# 矮麻黄
矮麻黄（学名：Ephedra minuta），为麻黄科麻黄属下的一个植物种。